# Sclerocormus
Sclerocormus is een geslacht van uitgestorven ichthyosauriformen uit het Vroeg-Trias. Het fossiel werd ontdekt in de centrale provincie Anhui in China. Het is momenteel slechts bekend van één specimen, maar het fossiel is grotendeels compleet en vergroot als zodanig het begrip van de vroege evolutie van de ichthyosauriërs.

## Ontdekking en naamgeving
De volledige soortnaam Sclerocormus parviceps komt van de Griekse woorden voor 'stijve romp' (σκληρός, skleros en κορμός, kormos) en de Latijnse woorden voor 'met kleine schedel' (parvus en caput).
Het holotype is AGB6265, een skelet met schedel.

## Beschrijving

### Grootte
Sclerocormus is veel groter dan zijn naaste verwant Cartorhynchus, met een totale lichaamslengte van 1,6 meter en een lichaamsgewicht van meer dan vijftien kilogram. Zijn proporties waren ongebruikelijk onder basale Ichthyosauriformes, met een korte, zwaar gebouwde romp, een zeer lange staart van meer dan tweeënnegentig centimeter lang (achtenvijftig procent van de totale lichaamslengte) en een kleine schedel met een korte, smalle snuit en tandeloze kaken.

### Onderscheidende kenmerken
Verschillende onderscheidende kenmerken werden vastgesteld. De schedel is erg kort met 6.25% van de totale lichaamslengte. De staart is lang met 58% van de totale lichaamslengte. De romp is kort en hoog. De snuit is extreem kort en ingesnoerd met dertig procent van de schedellengte. De oogkas is groot, meer dan een derde van de schedellengte beslaand. Het foramen pineale is groot en geplaatst op de beennaad tussen voorhoofdsbeenderen en wandbeenderen. Het neusbeen is groot. De ribben zijn plat met stompe uiteinden. De buikribben zijn robuust en vormen een strakke buikkorf. De doornuitsteeksels van de rug zijn hoog en staan verticaal met voorste en achterste beenplatten die de schacht omvatten. De uitsteeksels van de staart zijn kort met een afgeronde top. Het dijbeen is recht, zonder insnoering van de schacht.

### Skelet
Net als bij Cartorhynchus is de schedel van Sclerocormus breed, met een korte, tandeloze snuit die veel smaller is dan het schedeldak. De schedel is ongewoon kort met slechts 6,25 procent van zijn lichaamslengte, vergeleken met twaalf procent bij Chaohusaurus en vijftien procent bij Hupehsuchus. Het is ongebruikelijk dat het neusbeen van Sclerocormus zich uitstrekt tot aan de punt van de snuit, een eigenschap die hij deelt met Cartorhynchus. De snuit is erg kort, slechts dertig procent van de totale schedellengte. De oogkassen zijn daarentegen erg groot en beslaan meer dan een derde van de schedellengte. De bovenste slaapvensters zijn groot, wat mogelijk wijst op een sterke bijtkracht ondanks het ontbreken van tanden.
De wervelkolom telt vierendertig presacrale wervels van de nek en rug, twee sacrale wervels en minstens zevenzestig staartwervels. De romp is kort en zwaar gebouwd, met brede en afgeplatte ribben. De ribbenkast is het diepst bij de schouders en wordt geleidelijk ondieper en vormt een rechte, constante helling, vergelijkbaar met Cartorhynchus maar in tegenstelling tot de meer afgeronde onderkant die wordt gezien bij andere ichthyosauromorfen. Langs de onderzijde loopt een uitgebreide gastrale ribkorf in twee evenwijdige reeksen aan elke zijde. Met name de binnenste van de twee series bestaat uit platte, overlappende driehoekige stukjes bot die lijken op de situatie bij hupehsuchiërs. De hals- en ruggenwervels dragen hoge, verticale doornuitsteeksels die verbreed zijn om weinig ruimte tussen elk uitsteeksel over te laten. Dit lijkt op de situatie bij Hupehsuchia, maar is anders dan de goed uit elkaar geplaatste, naar achteren hellende uitsteeksels van basale ichthyopterygiërs. De doornuitsteeksels van de staart zijn daarentegen lager dan breed en hebben afgeronde uiteinden. De staart zelf is erg lang en slank, bestaat uit ten minste zevenenzestig staartwervels en lijkt geen staartvin te hebben gehad. De haemaalbogen hebben een unieke morfologie, waarbij alleen het negende paar en verdere distaal zijn versmolten, maar in tegenstelling tot andere diapsiden zijn ze niet V- of Y-vormig in vooraanzicht, maar U-vormig. Er werden kleine beenschubben gemeld uit het nekgebied, variërend in diameter tussen twee en vijf millimeter, en deze lijken merkwaardig genoeg op de bekkenbeentjes van saurosphargiden. Er zijn geen beenschubben aanwezig over de doornuitsteeksels, in tegenstelling tot de hupehsuchiërs.

## Fylogenie

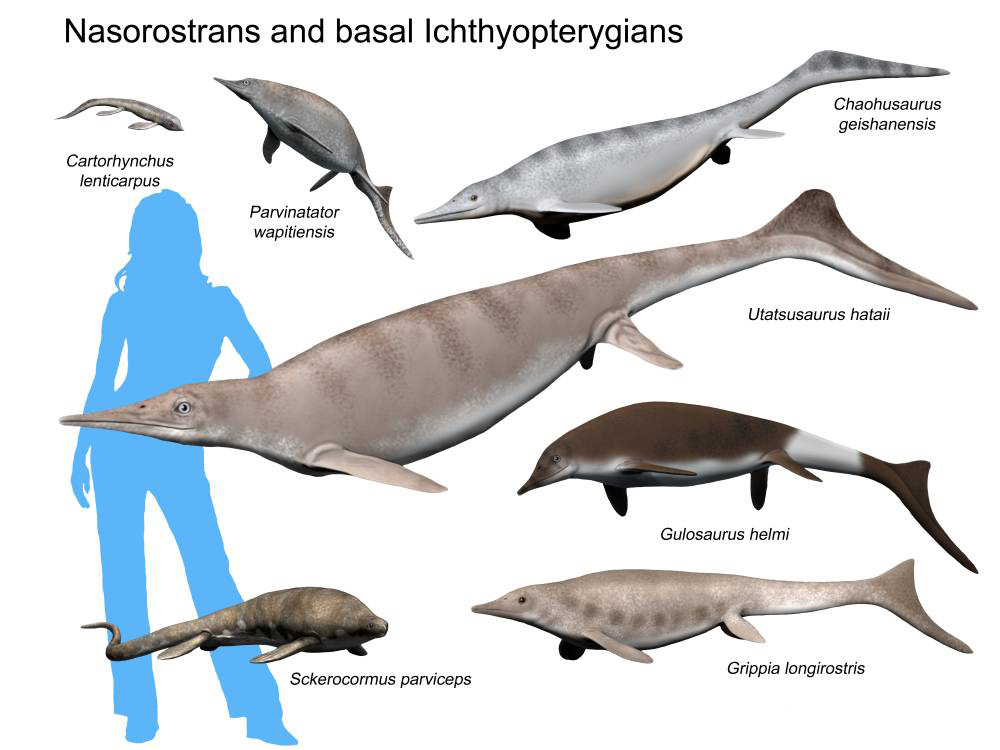
Sclerocormus vergeleken met verwanten

In de fylogenetische analyse uitgevoerd door Jiang et alii in 2016 bleek Sclerocormus een basale ichthyosauriform en een zustertaxon van Cartorhynchus te zijn. Jiang et alii richtten de nieuwe clade Nasorostra ('neusbekken') op voor deze twee taxa, zelf een zustertaxon van de Ichthyopterygia. Net als bij andere recente analyses worden de Ichthyosauriformes en Hupehsuchia erkend als zustercladen in Ichthyosauromorpha.
Omdat het holotype van Cartorhynchus mogelijk niet volledig volgroeid was, was het mogelijk dat Sclerocormus gewoon een grote of volwassen Cartorhynchus vertegenwoordigde. Er werd echter vastgesteld dat dit niet het geval was, aangezien er significante anatomische verschillen waren tussen de twee geslachten, waaronder verschillende presacrale werveltellingen en de vorm van de gastralia, die onderscheid konden maken tussen de twee taxa.
Dit cladogram vertegenwoordigt een vereenvoudigde versie van de fylogenie van Jiang et alii 2016:
| Nasorostra | \| \| Cartorhynchus \| \| \| \| \| \| Sclerocormus \| \| \| \| |
|            | \| \| Cartorhynchus \| \| \| \| \| \| Sclerocormus \| \| \| \| |
|            | Ichthyopterygia                                                |
|            |                                                                |
|            | Cartorhynchus                                                  |
|            |                                                                |
|            | Sclerocormus                                                   |
|            |                                                                |

|  | Cartorhynchus |
|  |               |
|  | Sclerocormus  |
|  |               |

| Nasorostra | \| \| Cartorhynchus \| \| \| \| \| \| Sclerocormus \| \| \| \| |
|            | \| \| Cartorhynchus \| \| \| \| \| \| Sclerocormus \| \| \| \| |
|            | Ichthyopterygia                                                |
|            |                                                                |
|            | Cartorhynchus                                                  |
|            |                                                                |
|            | Sclerocormus                                                   |
|            |                                                                |

|  | Cartorhynchus |
|  |               |
|  | Sclerocormus  |
|  |               |

## Paleobiologie
Vanwege zijn zware bouw en lichaamsvorm leefde Sclerocormus waarschijnlijk in ondiepe wateren als Cartorhynchus en was hij waarschijnlijk een trage zwemmer. De smalle, tandeloze snuit geeft aan dat Sclerocormus waarschijnlijk een zuigvoeder was, die zijn snuit gebruikte om een spuitachtige drukconcentratie te genereren om zachte prooien op te zuigen. Vanwege de kleine omvang van zijn kaken en kop in verhouding tot zijn lichaam, zou Sclerocormus zich hebben beperkt tot het zich voeden met prooien die veel kleiner waren dan hijzelf.